# نقل عدوى اليمين
نقل عدوى اليمين: الأساتذة المحافظون في الجامعات الأمريكية دراسة مستعرضة نشرت في عام 2016، كتبها كل من جون إيه. شيلدز وجوشوا إم. دان سينيور. تفحصت الدراسة مسألة وجود تحيز أكاديمي ليبرالي أو مناهض للمحافظين في الولايات المتحدة من خلال مقابلات أجريت مع 153 أستاذًا من 84 جامعة حددوا كونهم محافظين.

## المؤلفون
شيلدز أستاذ في إدارة الحكومة في كلية كليرمونت ماكينا. جوشوا إم. دان سينيور أستاذ مشارك في العلوم السياسية ومدير مركز دراسة الحكومة والفرد في جامعة كولورادو سبرينغز.
وصف مؤلفو الدراسة الأساتذة المحافظين بأنهم «أقلية موصومة بالعار»، ويتوجب عليهم استخدام «استراتيجيات التكيف كتلك التي استخدمها المثليون والمثليات في بيئات العمل العسكرية والقاسية» لإخفاء هويتهم السياسية، مع الانتباه إلى أن «انتقادات اليمين في الجامعة مبالغ فيها». ذكر شيلدز رأيه بأن اليمين الشعبوي قد يبالغ في التحيز القائم، وأن المحافظين يمكن أن ينجحوا في استخدام آليات مثل المنصب الأكاديمي لحماية حريتهم.

## ردة الفعل العامة
قال فينسنت كانناتو (جامعة ماساتشوستس في بوسطن) إن الكتاب يقدم «مناقشة واضحة ومعقولة للبيئات الأكاديمية الحديثة التي تتجنب الجدالات وتتحدى العقائد لكل من اليسار واليمين». وجد تايلر كوين أن الكتاب «بارع ومثير للتفكير» وخلص إلى أن «ما جاء أيضًا في هذا الكتاب هو التنوع الملحوظ للفكر بين ما يسمى باليمين الفكري». رأى جايسون ويليك من صحيفة ذي أمريكان إنترست أن الكتاب «ربما يقدم أكثر صورة متوازنة وبناءة عن الثقافة السياسية الأكاديمية حتى الآن». وصف جوناثان ماركس (كلية أورسينوس) الدراسة بأنها «الأولى من نوعها»، ورأى أن النتائج «مثيرة للاهتمام». كتب بروكس في مقال نشر في صحيفة نيويورك تايمز إنه «كتاب مهم» «يقدم لمحة عن حياة الوحدة التي يعيشها الغرباء فكريًا في الحرم الجامعي المعاصر». قال أيضًا أن الكتاب أشار إلى «مشكلة أعمق وغير ملحوظة» أكثر من «مشكلة قيام عصابات جامعية بوقف المتحدثين المحتفظين والإداريين المنزعجين الذين يتعاملون مع مثيري الشعب بلطف كبير»: «التغريب العميق للأساتذة الذين لا يحملون وجهات النظر السياسية السائدة يعاملون كغرباء نتيجة لذلك».

## نظرة تحليلية
نشرت مراجعات علمية عديدة حول هذا الكتاب.
يقول بول هولاندر (2016) على الكتاب أنه «دراسة نزيهة وحكيمة»، لكنه عارض عملية الاختيار التي استخدمتها الدراسة، مشيرًا إلى أن المؤلفين لم يستفيدوا من الأساتذة الذين نشروا في مجلة «الأسئلة الأكاديمية»، ولم يستفيدوا من عينة من أعضاء الجمعية الوطنية للعلماء التي تنشرها، واستخدموا بدلًا من ذلك أدلة من على شبكة الإنترنت وصحف أقل تحفظًا. على الرغم من هذا القصور، فإن هولاندر لا يولي أي اهتمام لحجم العينة الإجمالي أو المجموعة الواسعة من المؤسسات الممثلة. يشير أيضًا إلى أن المؤلفين يعترفان بأن «المبرر الرئيسي لنقص التمثيل الأكاديمي للمحافظين هو الفكرة المريبة التي مفادها أن المحافظين يفتقرون إلى السمات الإدراكية والنفسية المناسبة التي يتطلبها العمل الأكاديمي، وأنهم أقل انفتاحا من الليبراليين»، ويشير إلى أن «قلة من الليبراليين أو اليساريين قد يعترفون بأن المحافظين يتعرضون للتمييز»، ولكن «التحيز المناهض للمحافظين يشبه التحيزات الأخرى، التي كانت سائدة في السابق، العنصرية أو العرقية أو الجنسية، والتي كانت موضع إنكار شديد». يشير كل من شيلدز ودان في الكتاب إلى أنه «لا يوجد أيضًا دليل يذكر على أن المحافظين يفتقرون إلى السمات الإدراكية الأخرى التي يتطلبها العمل الأكاديمي، مثل الإبداع أو الانفتاح الذهني».
يتساءل بروس إس. ثورنتون عن ضيق مدى تمثيل حجم عينة المقابلات، مشيرًا إلى أنها تمثل 0.01% من بين «1.5 مليون أستاذ و2500 مؤسسة مدة الدراسة فيها أربع سنوات في الولايات المتحدة»، مشيرًا إلى أن التعليقات في المقابلات قد تكون قصصية، وذاتية، أو غير موثوقة بأي شكل. يعترض أيضًا على عدة استنتاجات توصل إليها المؤلفان. أما فيما يتعلق بزعم مؤلفي الدراسة أن تأثير انعدام التنوع الأيديولوجي على الأساتذة المحافظين «مبالغ فيه»، «والمحافظون يستطيعون البقاء بل والازدهار في الجامعات الليبرالية» على الرغم من وصمهم بالعار. وصف ثورنتون هذا الزعم بأنه «مثير للدهشة»، بينما أشار إلى انتشار الاحتجاجات الحاشدة التي نظمها الطلاب على مدى العام الماضي، ومقاطع الفيديو التي تظهر «الطلاب يصرخون ويصيحون بوجه أعضاء هيئة التدريس»، والأمثلة المتكررة على سحب البساط من تحت المتحدثين الزائرين».
في إشارة إلى ادعاء صاحب البلاغ بأنه لا يوجد «تلقين متداول» للطلاب، يقول ثورنتون إن «الطلاب الجدد والطلبة دون سن الرشد عرضة على نحو خاص» لمثل هذا التلقين، من خلال إعطاء أمثلة على كيفية «صب الأفكار» في رأس التلامذة في حرم الجامعة الخاص بهم من خلال دورات مليئة بالأيديولوجيا اليسارية وسياسات الهوية. يشير أيضًا إلى استطلاعات الرأي الأخيرة التي أشارت إلى أن أغلبية (53٪) جيل الألفية (بين 18 و29 عامًا) تنظر إلى الاشتراكية بإيجابية، وأن 69% منهم سيصوتون لصالح التيار الاشتراكي في الانتخابات الرئاسية. يثني ثورنتون على واضعي التقرير لتحليلهم للتاريخ الأكاديمي لعلم تحسين النسل، وحركة الحقوق المدنية، وأن الشيوعية «لا تترك مجالًا لإسهامات محافظة في التقدم البشري».
قال روبرت وابلز (2016) إن الكتاب يجيب على السؤال التالي: «كيف يختلف بك الحال لو كنت أستاذًا محافظًا أو ليبراليًا في المؤسسات التعليمية الأمريكية اليوم؟» بطريقة مباشرة على نحو ملحوظ. حول سبب قلة عدد المحافظين في الأوساط الأكاديمية، يقول: «يشير شيلدز ودان إلى أن بعض الاختلال الإيديولوجي الهائل يرجع إلى تحيز الاختيار، إذ إن الليبراليين أكثر انجاذبًا للأوساط الأكاديمية، ومرجح التحاقهم ببرامج الدكتوراه أكثر من المحافظين. لكنهم أيضًا يظهرون انحيازًا كبيرًا في تعيين وترقية الليبراليين الذين يشغلون مناصب حالية ويريدون إبقاء المحافظين في منأى عن المنافسة. عن الكيفية التي يؤثر بها غياب المحافظين على حياة الحرم الجامعي، يقول إن المؤلفين «يشرحان أن انحياز الأوساط الأكاديمية يعني حدوث جرائم الامتناع (عدم اكتراث الشاهد بمصاب الجريمة)، إذ إن عدم حصول المناقشات المدنية، وفقد تبادل وجهات النظر والمرشدين وإهمال كشف الحقائق تجعل من الصعب وزن الأفكار والتحقق منها ي السعي وراء الحقيقة. فلا اليسار ولا اليمين يحتكر الحقيقة. النقاش وتبادل الأفكار ضروريان لاكتشاف الحقيقة، هذه هي الخسارة عند استبعاد اليمين.
أشاد دونالد داونز (2017) بالكتاب «لنزاهته وموضوعيته». يرى بوجه خاص أن «المؤلفين يقدمان حجة مقنعة بأن نوعية البحث والمعرفة الأكاديمية قد عانت من عدم وجود ارتباط حقيقي بين المنظورين الليبرالي والمحافظ الموجودين في العالم خارج بوابات الجامعات المغلقة». يخلص إلى أن «الحاجة إلى المزيد من التنوع الفكري في الحرم الجامعي واضحة، والكتاب (نقل عدوى اليمين) يخبرنا على نحو مقنع بالسبب».
يصف سولون سيمونز (2017) الدراسة بأنها «كتاب رائع وجذاب حول السياسة الأستاذية» و«يجب أن يقرأه أي شخص مهتم بالموضوع». يجد العديد من القصص الواردة في الكتاب «صادمة» و«ملهمة». بعد قراءة الفصل الخاص بالمحافظين المتهورين، يقول: «حتى الأكثر التزامًا بالتقدمية قد يجد نفسه متسائلًا عن مدى صحة الحالة التي يخشى فيها زملاؤه الأكاديميون المحافظون أن يكونوا أنفسهم، مع تهديد وصمة العار وحتى الطرد الذي يلاحقهم باستمرار».